# Anderson Martins
Anderson Vieira Martins (Fortaleza, 21 de agosto de 1987) é um ex-futebolista brasileiro que atuava como zagueiro. 

## Carreira

### Vitória
Anderson chegou ao Leão em 1999, com apenas doze anos de idade, e sempre se destacou nas categorias inferiores do clube baiano.

#### 2006 - 2007
Estreou no time principal em 2006, no empate em 1–1 contra o Colo Colo-BA no Barradão, válido pelo Campeonato Baiano. Haviam grandes expectativas ao seu redor - mais até do que em seu companheiro de longa data, David Luiz - porém no dia 13 de agosto, em um jogo válido pela Série C do Brasileirão, diante do Porto-PE no Estádio Vera Cruz, o zagueiro sofreu uma grave lesão, com previsão de retorno em dez meses.
O zagueiro retornou em definitivo apenas no segundo semestre de 2007, participando de 15 jogos na Série B e ajudando o Leão no seu retorno a primeira divisão.

#### 2008
Em 2008, Anderson começou o ano com boas atuações no Campeonato Baiano, onde sua equipe sagrou-se bi-campeã, sendo esse o primeiro título da carreira do zagueiro de forma atuante (fazia parte do elenco campeão baiano no ano anterior, mas não disputou nenhuma partida em razão da lesão). 
O zagueiro tornou-se titular absoluto no Brasileirão, fazendo, com Leonardo Silva, a terceira dupla de zaga menos vazada da competição nacional. No final da temporada, renovou seu contrato até 2011.

#### 2009
No dia 19 de abril, o zagueiro completou 100 jogos pelo Rubro-Negro Baiano, em um jogo válido pelas semifinais do Campeonato Baiano, contra o Atlético de Alagoinhas, no estádio Carneirão, vencido pelo Vitória por 2–1. No jogo de volta, no Barradão, no dia 23 de abril, Anderson foi homenageado pela diretoria e torcida por esse feito. O jogo terminou com o placar de 3–1 a favor do Leão, garantindo a equipe na final do torneio, diante do Bahia. Ao final do torneio, com o título garantido, Anderson foi eleito o melhor zagueiro e melhor jogador da competição.
Começou o Campeonato Brasileiro de 2009 como titular absoluto com o treinador Paulo César Carpeggiani, fazendo trio de zaga com os companheiros de base Victor Ramos e Wallace, porém, na 22ª rodada do campeonato, lesionou-se novamente e perdeu a vaga de titular para Fábio Ferreira, zagueiro que chegou ao Leão já na metade do certame. Anderson retornou para jogar apenas as sete últimas partidas da competição.

#### 2010
Em 2010, uma nova lesão o deixou de fora dos gramados por alguns meses, porém, ainda assim manteve uma boa regularidade de jogos durante o ano, sendo tetracampeão baiano e chegando à final da Copa do Brasil. 
No final do ano não conseguiu evitar mais um rebaixamento do Vitória a Série B do Brasileirão.

### Vasco da Gama
Para a temporada de 2011, o jogador acertou com o Vasco da Gama. Estreou em um amistoso contra o Cerro Porteño em São Januário, onde também marcou o primeiro gol de sua carreira, em uma bela cobrança de falta de fora da área, sendo esse o gol da vitória do Gigante da Colina por 1–0.
Fazendo dupla de zaga com o ídolo vascaíno Dedé, marcou o seu primeiro gol em jogos oficiais na vitória por 4–2 sobre o Duque de Caxias em São Januário, válida pela segunda rodada da Taça Rio, competição na qual ajudou o clube a chegar à final, perdendo para o Flamengo nos pênaltis. Ao final do campeonato, foi eleito o melhor zagueiro da competição, juntamente com o seu companheiro Dedé.
Chegou ainda na sua segunda final consecutiva de Copa do Brasil, atuando em todas as partidas do torneio. Com atuações bastante elogiadas, foi campeão do torneio, acabando com um jejum de 8 anos sem que o Vasco conquistasse um título de primeira divisão.
Destacando-se no clube cruzmaltino, no final de agosto de 2011, o zagueiro foi envolvido em um negócio entre a Traffic - que detinha a totalidade dos seus direitos contratuais - e o Al-Jaish, do Qatar.

### Al-Jaish
No clube catariano, encontrou os brasileiros Adriano, Marcone, e Péricles Chamusca, tendo os dois últimos também começado suas carreiras profissionais no Vitória. Devido a problemas de regularização, o defensor ficou sem atuar pelo resto do ano de 2011.

#### 2012
Em 2012, marcou novamente em uma estreia, na vitória por 3–0 sobre o Al-Arabi. Deixou sua marca pela segunda vez, em seu quarto jogo pela equipe, sendo esse o gol da vitória por 3–2 sobre o Qatar SC, quando a equipe chegou à marca inédita de quatro vitórias seguidas na sua história. O zagueiro não descansou e marcou pela terceira vez, no dia 16 de fevereiro, no empate em 1–1 com o Al-Sadd, e pela quarta vez no dia 15 de março, no triunfo por 3–2 sobre o Al-Rayyan. O Al Jaish, terminou o certame nacional como vice-campeão, garantindo assim vaga na Liga dos Campeões da AFC.

#### 2013
Em 2013, pela fase oitavas de final da Liga dos Campeões da AFC, Anderson balançou as redes no empate em 1–1 diante do Al Ahli, porém após perder o jogo de volta, sua equipe foi eliminada da competição. No campeonato nacional, o zagueiro marcou somente na vitória por 2–1 sobre o Al-Sailiya. Sua equipe terminou na 3ª colocação, garantindo novamente a participação na Liga dos Campeões da AFC.

### Corinthians

#### 2014
Em 8 de junho de 2014, o Corinthians acertou o empréstimo de Anderson ao clube por um ano. Para jogar no time do Parque São Jorge, o zagueiro aceitou uma redução salarial de cerca de R$ 600 mil mensais, para R$ 200 mil mensais.
Fez sua estreia na goleada de 5–2 sobre o Goiás na Arena Corinthians, válida pelo Brasileirão. Marcou seu primeiro e único gol pelo Timão na vitória de 3–0 sobre o Sport na Arena Corinthians, também válida pelo Brasileirão.
Sendo titular na maioria dos jogos, Anderson contribuiu com a classificação da equipe paulistana à Libertadores do ano seguinte, porém sofreu uma lesão no empate em 2–2 com o Coritiba, válido pela 32ª rodada do certame, e perdeu cinco jogos na reta final da competição, retornando apenas na última rodada, em um triunfo por 2–1 sobre o Criciúma na Arena Corinthians.

#### Saída
No dia 4 de janeiro de 2015, um domingo, o zagueiro aproveitava as últimas horas de férias e tinha tudo preparado para se reapresentar ao Corinthians e fazer a pré-temporada nos EUA, porém, uma ligação do clube ao qual pertencia o jogador, mudou o seu destino. Anderson queria jogar a Libertadores pelo Timão, mas teve que voltar ao Al-Jaish, clube com o qual ainda tinha contrato. Um acordo entre as diretorias dos dois clubes, previa a liberação de Anderson ao Al-Jaish no início de 2015, se o clube do Qatar assim decidisse. O zagueiro estava emprestado ao Corinthians até junho, mas ficou de mãos atadas quando soube que teria que deixar o Brasil. Ele não sabia do acordo para voltar ao Oriente Médio até receber a ligação que mudou o seu roteiro:
"Deve ter havido um acordo entre as diretorias, com certeza o Corinthians sabia dessa possibilidade. Recebi a ligação no domingo dizendo para voltar, mesmo assim cheguei à São Paulo na segunda-feira e me apresentei com a intenção de viajar com o grupo, mas fui informado sobre a minha saída. Não tinha o que fazer. Tenho contrato de mais dois anos com o Al-Jaish e só tive que obedecer."

### Retorno ao Vasco da Gama
Após empréstimos ao Al-Gharafa, e ao Umm Salal, em julho de 2017, o zagueiro acertou o seu retorno em definitivo ao Vasco da Gama, com contrato válido até 2020. Devido a primeira passagem de sucesso e a sua forte identificação com o clube, sendo vascaíno declarado, Anderson guardava grande idolatria da torcida cruzmaltina, e expectativa de sua volta ao clube desde a sua saída em 2011, sendo assim, foi recebido com grande festa pelos cruzmaltinos no Aeroporto.
Fez sua reestreia pelo clube, na derrota por 3–0 frente ao Bahia, na Arena Fonte Nova, válida pelo Brasileirão. O jogo também ficou marcado pela demissão do treinador Milton Mendes do Cruzmaltino. A partir de então, foi titular absoluto da equipe com o novo treinador: Zé Ricardo; formando ao lado de Breno a segunda defesa menos vazada do segundo turno da competição. Pela 32ª rodada do Brasileirão, diante do seu clube formador: Vitória, no Maracanã, logo no segundo minuto de jogo, Anderson sentiu uma lesão na coxa direita, que o deixou de fora de quatro partidas na reta final da competição; voltou na penúltima rodada e fez duas ótimas partidas, nas vitórias sobre o Cruzeiro por 1–0 no Mineirão, e sobre a Ponte Preta por 2–1 em São Januário, ajudando a sua equipe a se classificar para a Copa Libertadores, competição que o Vasco não disputava desde 2012.
Em 9 de janeiro de 2018, insatisfeito com os salários atrasados, Anderson acertou a rescisão de contrato com o Vasco da Gama, encerrando sua segunda passagem pelo clube cruzmaltino, que durou 6 meses.

### São Paulo
Após rescindir com o Vasco, assinou por três temporadas com o São Paulo.
E após sofrer com lesões no início da temporada, o zagueiro se estabeleceu no time titular e coroou a regularidade marcando o seu primeiro gol pelo clube, no Morumbi, na vitória por 3 a 1 sobre o arquirrival Corinthians pelo Brasileiro.
Marcou seu segundo gol pelo São Paulo na vitória de 4x1 sobre o Mirassol, na primeira rodada do Paulistão 2019.
Em 13 de agosto de 2020, Anderson acertou a sua rescisão de contrato com o clube paulista.

### CSA
Em abril de 2022, o atleta foi anunciado pelo CSA juntamente com o atacante Sassá.  Realizou sua estreia no empate entre Ituano por 0 a 0 na segunda rodada do Campeonato Brasileiro de Futebol - Série B de 2022. Em julho do mesmo ano, o diretor de futebol Raimundo Tavares anunciou o desligamento do atleta do clube, que segundo ele teria 'pedido para sair' devido a lesões e falta de condicionamento físico. Na passagem, Anderson participou de três partidas pelo clube.

## Aposentadoria
Em agosto de 2022, o jogador anunciou sua despedida do futebol por meio de sua conta no Instagram.

## Seleção Brasileira

### Sub-18
Foi campeão da Copa Sendai de 2005 com a seleção brasileira sub-18 no Japão, sendo titular.

## Estatísticas
Até 16 de novembro de 2020.

### Clubes Brasileiros
| Clube             | Temporada         | Campeonato nacional | Campeonato nacional | Copa nacional[a] | Copa nacional[a] | Competições internacionais[b] | Competições internacionais[b] | Outros torneios[c] | Outros torneios[c] | Total | Total |
| Clube             | Temporada         | Jogos               | Gols                | Jogos            | Gols             | Jogos                         | Gols                          | Jogos              | Gols               | Jogos | Gols  |
| ----------------- | ----------------- | ------------------- | ------------------- | ---------------- | ---------------- | ----------------------------- | ----------------------------- | ------------------ | ------------------ | ----- | ----- |
| Vitória           | Total             | —                   | —                   | —                | —                | —                             | —                             | —                  | —                  | 167   | 0     |
| Vasco da Gama     | 2011              | 15                  | 0                   | 11               | 0                | 1                             | 0                             | 15                 | 2                  | 42    | 2     |
| Vasco da Gama     | Total             | 15                  | 0                   | 11               | 0                | 1                             | 0                             | 15                 | 2                  | 42    | 2     |
| Corinthians       | 2014              | 17                  | 1                   | 4                | 0                | —                             | —                             | —                  | —                  | 21    | 1     |
| Corinthians       | Total             | 17                  | 1                   | 4                | 0                | —                             | —                             | —                  | —                  | 21    | 1     |
| Vasco da Gama     | 2017              | 14                  | 0                   | —                | —                | —                             | —                             | —                  | —                  | 14    | 0     |
| Vasco da Gama     | Total             | 14                  | 0                   | —                | —                | —                             | —                             | —                  | —                  | 14    | 0     |
| São Paulo         | 2018              | 23                  | 1                   | 2                | 0                | 3                             | 0                             | 2                  | 0                  | 30    | 1     |
| São Paulo         | 2019              | 11                  | 0                   | 0                | 0                | 0                             | 0                             | 13                 | 1                  | 24    | 1     |
| São Paulo         | 2020              | 0                   | 0                   | 0                | 0                | 0                             | 0                             | 2                  | 0                  | 2     | 0     |
| São Paulo         | Total             | 34                  | 1                   | 2                | 0                | 3                             | 0                             | 17                 | 1                  | 56    | 2     |
| Bahia             | 2020              | 4                   | 0                   | —                | —                | 0                             | 0                             | —                  | —                  | 4     | 0     |
| Bahia             | Total             | 4                   | 0                   | —                | —                | 0                             | 0                             | —                  | —                  | 4     | 0     |
| Total na carreira | Total na carreira | 84                  | 2                   | 17               | 0                | 4                             | 0                             | 32                 | 3                  | 303   | 5     |

- a. ^ Jogos da Copa do Brasil
- b. ^ Jogos da Copa Sul-Americana
- c. ^ Jogos de Campeonato estaduais

## Títulos
Vitória
- Campeonato do Nordeste (1): 2010
- Campeonato Baiano (4): 2007, 2008, 2009 e 2010

Vasco da Gama
- Copa do Brasil (1): 2011

Seleção Brasileira Sub-18
- Copa Sendai (1): 2005

### Prêmios individuais
- Campeonato Baiano: 2009 (Melhor Zagueiro)
- Campeonato Baiano: 2009 (Melhor Jogador)
- Campeonato Carioca: 2011 (Melhor Zagueiro)